# Лопатка

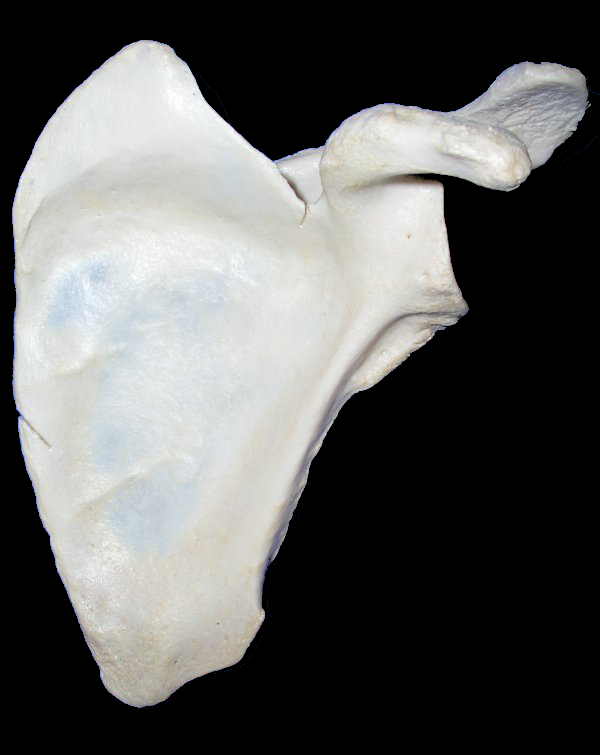
Лопатка ліва, вигляд спереду

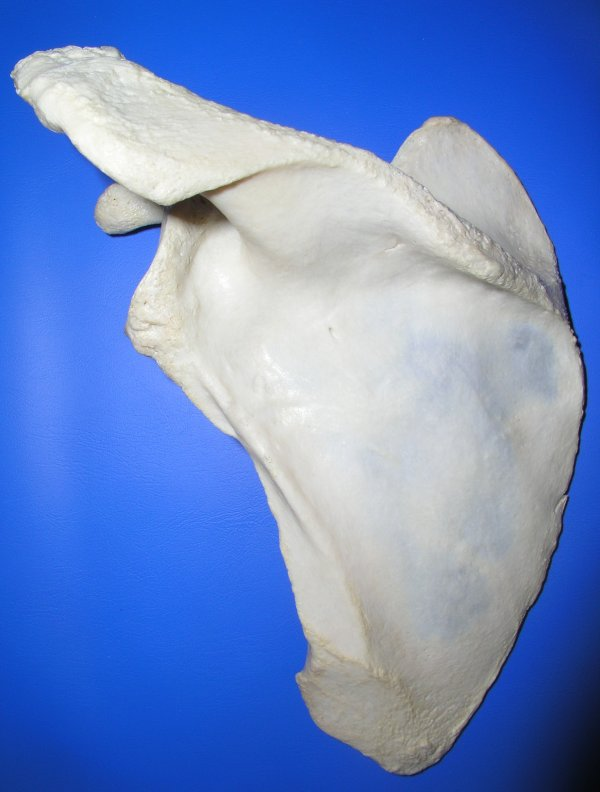
Лопатка ліва, вигляд ззаду

Лопа́тка (лат. scapula) — кістка пояса верхніх кінцівок, яка забезпечує з'єднання плечової кістки з ключицею. У людини це плоска кістка приблизно трикутної форми.

## Анатомія
У лопатці розрізняють:
- Дві поверхні:
  - передня, або реберна (facies costalis)
  - задня, або дорсальна (facies posterior)
- Три краї:
  - верхній (margo superior)
  - медіальний, або хребетний (margo medialis)
  - латеральний, або підкрильцевий (margo lateralis)
- Три кути:
  - медіальний, верхній (angulus superior)
  - нижній (angulus inferior)
  - латеральний (angulus lateralis)

Передня поверхня трохи ввігнута і являє собою підлопаткову ямку, яка слугує місцем прикріплення підлопаткового м'язу.
Задня поверхня лопатки випукла, розділена горизонтальним кістковим виступом — лопатковою остю (spina scapularis) — на надостну та підостну ямки. Ость починається від медіального краю лопатки, поступово підвищується, йде до латерального кута, де закінчується акроміоном, на верхівці якого міститься суглобова поверхня для з'єднання з ключицею.
Поблизу основи акроміона також на латеральному куті є увігнутість — суглобова западина лопатки (cavitas glenoidalis або ґленоїд). Сюди приєднується головка плечової кістки. Лопатка також з'єднується з ключицею акроміально-ключичним суглобом.
Інший гачкоподібний виступ — дзьобоподібний відросток (processus coracoideus) відходить від верхнього краю лопатки, а його закінчення слугує точкою прикріплення кількох м'язів.